# 侯觀
侯觀（1454年—1522年），字士賓，號二山，直隸保定府雄縣（今河北省雄縣）人，明朝政治人物。

## 生平
早年出身儒士，成化十三年（1477年）中式丁酉科順天鄉試，成化十四年（1478年）聯捷戊戌科進士。授河南登封縣知縣，以治行卓異，升戶部主事。歷升員外郎、郎中。
弘治十八年（1505年），陞南京太僕寺少卿。正德五年（1510年），改太常寺少卿，提督四夷館。不久，晉太常寺卿。正德七年（1512年），陞戶部右侍郎，總督京、通倉塲。次年，理部事。正德十四年，陞戶部尚書。嘉靖元年（1522年）乞休回鄉，同年九月十七日病卒，贈太子少保。

## 家族
曾祖父侯文質。祖父侯林，曾任庫大使贈主事。父亲侯瓚，曾任光祿寺卿，累官南京工部尚書。母王氏，封安人。具庆下。兄侯泰、侯豫。弟侯節、侯巽、侯颐。